# シドニー・ベシェ
シドニー・ベシェ（Sidney Bechet、1897年5月14日 - 1959年5月14日）は、アメリカ・ルイジアナ州ニューオーリンズ出身のジャズ・ミュージシャン。クラリネット奏者として活動を始め、ソプラノ・サックスも吹くようになる。ニューオーリンズ・ジャズの分野で活動。アメリカのオーケー・レコードやブルーノート・レコード、フランスのヴォーグ(Vogue)等のレーベルに録音を残した。フランス・パリで死去。ルイ・アームストロングと並んで、ジャズ史上初の重要なソロイストの1人と評される。ザ・ピーナッツやクリス・バーバーのジャズ・バンドでよく知られている『可愛い花』の作曲と、オリジナルの録音がシドニー・ベシェである。

## 生涯

### 出生〜初録音
ニューオーリンズでクレオールの家系に生まれた。兄はトロンボーンとクラリネットを習っていたが、ベシェは8歳の頃にクラリネットに強い興味を示し、兄からクラリネットを渡される。ベシェは少年時代からニューオーリンズのトップ・バンドで演奏するほどの腕前になり、また、自分より2歳年上のジミー・ヌーンにクラリネットを教えていたこともある。ニューオーリンズ時代には、ベシェはバンク・ジョンソン率いるジ・イーグル・バンドで活動したこともあり、また、キング・オリヴァーとも共演した。オリヴァーとは後にシカゴでも共演し、ジョンソンとは1945年にブルーノート・レコードのレコーディングで再び共演している。
19歳になると、ベシェはニューオーリンズを出てピアニストのクラレンス・ウィリアムズと共にシカゴへ出た。
1919年、ベシェはウィル・マリオン・クックが率いるサザン・シンコペイテッド・オーケストラに参加してロンドンへ渡る。そして、1921年2月にロンドンで行われた「ベニー・ペイトンズ・ジャズ・キングス」のレコーディングでクラリネットを担当するが、この時の録音は発表されていない。そして、ベシェはこのようにアメリカを離れて活動していた頃、ソプラノ・サックスを吹き始めている。
アメリカへ帰国したベシェは、1923年1月にベッシー・スミスのバックでクラリネットとソプラノ・サックスを吹くが、この録音も未発表に終わる。同年7月30日、ベシェは「クラレンス・ウィリアムズ・ブルース・ファイヴ」の録音に参加し、「Wild Cat Blues」と「Kansas City Man Blues」の2曲でソプラノ・サックスを演奏。これが、現存する限りではベシェの最も古い録音である。

### アメリカやヨーロッパでの活動
このクラレンス・ウィリアムズ・ブルース・ファイヴの1924年の録音では、ベシェに加えてルイ・アームストロングも参加した。また、ベシェはデューク・エリントンとも活動を共にしている。その後はヨーロッパを回り、パリ、ロンドン、ベルリン、ソビエト連邦等で演奏した。
アメリカに戻ったベシェは、1932年に友人のトランペット奏者トミー・ラドニアと共にザ・ニューオーリンズ・フィートウォーマーズというバンドを結成。ザ・ニューオーリンズ・フィートウォーマーズは、1938年12月23日にカーネギー・ホールでジョン・ハモンドのプロデュースにより行われた「From Spirituals to Swing」というコンサートにも出演している。
1939年6月8日、ベシェはこの年に設立されたばかりのブルーノート・レコードでレコーディングを行い、ここでベシェが録音した「サマータイム」は、ブルーノートのレコードとしては初のヒット作になった。
1949年にパリのサル・プレイエルで行われたジャズ・フェスティヴァルに出演すると、ベシェの演奏はセンセーションを呼び起こし、それを機にベシェはフランスへ移った。その後はフランスでの活動が主体となり、1950年代には"Petite Fleur"をレコーディングした。同曲は『可愛い花』としてザ・ピーナッツやクリス・バーバーズ・ジャズ・バンド、アッカー・ビルクらがカバーした。また、ピーナッツ・ハッコーは『小さな花』の題名で発表している。ベシェは、1953年8月にアメリカへ一時帰国した際、自身最後となるブルーノート・レコードでのレコーディングを行った。
1959年、62歳の誕生日である5月14日にパリで死去。死因は肺癌であった。

## ディコグラフィ

### 主なコンピレーション・アルバム
- Sidney Bechet Jazz Classics Vol.1 (Blue Note 1201)
  - 1939年から1946年にかけてブルーノート・レコードでレコーディングされた10曲を収録[9]。
- Sidney Bechet Jazz Classics Vol.2 (Blue Note 1202)
  - 1939年から1951年にかけてブルーノート・レコードでレコーディングされた10曲を収録[9]。
- The Fabulous Sidney Bechet (Blue Note 1207)
  - 1951年にレコーディングされた5曲と、1953年に録音された5曲を収録[10]。2001年に発売されたCDでは、別テイク等が追加されて17曲入りとなっている。
- Ken Burnz Jazz (Columbia/Legacy)
  - 1923年から1947年にかけてレコーディングされた20曲を収録したコンピレーション・アルバム。2000年にリリースされて、2001年には『ビルボード』のジャズ・アルバム・チャートで15位に達した[11]

### 主なシングル
- "Texas Moaner Blues" (1924年) ※with ルイ・アームストロング
- "Cake Walkin' Babies from Home" (1925年) ※with Red Onion Jazz Babies
- "Blues In Thirds" (1940年)
- "Dear Old Southland" (1940年)
- "Egyptian Fantasy" (1941年)
- "Muskrat Ramble" (1944年)
- "Blue Horizon" (1944年)
- "Petite Fleur" (1959年)

## シドニー・ベシェを題材とした作品
デューク・エリントンは、1970年にニューオーリンズを題材としたアルバム『ニューオーリンズ組曲』（Atrantic）を制作したが、その中にはベシェに捧げた「シドニー・ベシェの肖像」（Portrait of Sidney Bechet）という楽曲が収録されている。この楽曲は当初ベシェから影響を受けたジョニー・ホッジスがソロを取るはずだったが、録音前にホッジスが急逝したため、代役としてノリス・ターネイがソロを取った。